# Hoya bicolensis
Hoya bicolensis är en oleanderväxtart som beskrevs av Kloppenb., Siar och Cajano. Hoya bicolensis ingår i släktet Hoya och familjen oleanderväxter. Inga underarter finns listade i Catalogue of Life.